# Tell Ramad
Tell Ramad – tell, stanowisko archeologiczne u podnóża góry Hermon w południowo-zachodniej Syrii (20 km od Damaszku). Wykopaliska na obszarze stosunkowo małej prehistorycznej osady (ok. 2 ha) miały duże znaczenie w badaniu początków rolnictwa w okresie neolitu.
Pierwsze profesjonalne prace wykopaliskowe w Tell Ramad zostały wykonane podczas ośmiu sezonów między 1963 a 1973 przez francuską ekspedycję pod kierownictwem Henri de Contenson'a (z W.J. van Liere). W 1972 roku ekspedycja odkryła pozostałości neolitycznej społeczności z VII tysiąclecia p.n.e., której egzystencja oparta była na zbieractwie jęczmienia i trzech gatunków pszenicy. W osadzie rozwinięte były techniki obróbki obsydianu, sprowadzanego z terenów Anatolii. 
Najstarsze poziomy z okresu przedceramicznego wskazują, że pół-ziemne chaty w Ramad budowane z gliny miały kształt elipsy o średnicy 3-4 metrów. Wewnątrz tych zabudowań znajdowały się piece oraz pomieszczenia o charakterze silosów. Z tego okresu pochodzi odkryty w Tell Ramad wisiorek wykonany z bryłki miedzi, jeden z najwcześniejszych śladów obróbki tego metalu w okresie neolitu w Syrii.
W późniejszych okresach, domostwa w Ramad były prostokątne (jedynie rogi budynków były nieco zaokrąglane) z jednym pomieszczeniem. Najpomyślniejszy okres osady stanowiło ostatnie ćwierćwiecze VII tysiąclecia p.n.e. (ok. 6250-6000). Z tego okresu pochodzą domy budowane z glinianych cegieł na kamiennym fundamencie i z użyciem wapiennego tynku, gliniane figurki ludzi i zwierząt, ślady udomowienia świń oraz prawdopodobnie owiec i kóz. O znacznym rozwoju Tell Ramad może świadczyć zmniejszenie konieczności polowań (nieliczne pozostałości jeleni i gazeli), zastąpionych wydajnym rolnictwem i hodowlą na potrzeby całkowicie osiadłej społeczności. W tym okresie w Tell Ramad pojawiły się pierwsze wapienne naczynia ceramiczne z dużą domieszką pucolany, produkowane w dużych ilościach i niekiedy ozdabiane szerokimi czerwonymi pasami pigmentem z ochry.  
Zwyczaje religijne nie odbiegały od charakterystycznych dla północnej Syrii czy Jerycha na południu. Znaleziono tutaj czaszki pokryte glinianymi maskami w celu odwzorowania ludzkiej twarzy (niektóre pokryte czerwona farbą); dobrze zachowane, stanowią obecnie eksponaty Muzeum Narodowego w Damaszku. Czaszki w Tell Ramad chowane były a dołach razem z antropomorficznymi glinianymi figurkami bez głów, co sugeruje, że figurki mogły być piedestałami pod czaszki. Wspólne zestawianie tych dwóch artefaktów może świadczyć, że nie były to dary grobowe lecz obiekty kultu, składane do ziemi podczas rytualnego pochówku.